# 한진호
한진호(韓進澔, 1949년 1월 31일 ~ )는 대한민국 경찰관 출신 행정관료이다.
그는 김숙 국정원 차장, 한기범 국정원
차장, 김흥걸 국가보훈처 차장, 신재민 문화차관 등과 함께 본의 아닌 MB 정부 시절 블랙 리스트 및 화이트 리스트 괴담 사태의 간접성 빌미를 제공키도 하였다.

## 생애

### 유년 시절과 성장
본관은 청주(淸州), 호(號)는 산남(山南). 제주도 남제주에서 출생하였고 한때 제주도 북제주에서 유아기를 보낸 적이 있으며 이후 경기도 인천에서 성장하였다.

### 학력
- 경기도 인천 제물포고등학교 졸업
- 고려대학교 원예학과 학사

### 주요 경력
- 2001년 11월 - 서울지방경찰청 교통지도부 부장
- 2003년 3월 - 경찰청 교통관리관
- 2004년 1월 ~ 2005년 1월 - 제17대 인천지방경찰청 청장
- 2005년 1월 ~ 2006년 2월 - 경찰청 정보국 국장
- 2006년 2월 ~ 2006년 11월 - 제18대 서울지방경찰청 청장
- 2006년 11월 ~ 2008년 3월 - 국가정보원 제2차장
- 2009년 3월 ~ 2013년 2월 - 한중대학교 석좌교수
- 2016년 3월 ~ 2018년 3월 - 수도권매립지관리공사 감사
- 2024년 4월 ~ - 인천광역시자치경찰위원회 위원장